# Chendo
Miguel Porlán Noguera, mais conhecido como Chendo (Totana, 12 de outubro de 1961), é um ex-futebolista espanhol.Pelo Real Madrid foram  637 jogos,sendo 497 oficiais.Atualmente é o delegado do Real Madrid C.F

## Carreira
Nascido em Totana, Região de Múrcia, Chendo chegou ao Real Madrid aos quinze anos de idade, atuando por cinco anos na equipe juvenil do clube. Sua estréia na equipe principal aconteceu em 11 de abril de 1982, na vitória por 2 a 1 contra o CD Castellón. Na temporada seguinte, ele participaria de mais dois jogos.
Na temporada 1983-84, Chendo tornou-se titular com o afastamento de Juan José, lesionado. Com a recuperação de Juan, Chendo voltou ao banco de reservas, mas chegou ao fim da temporada como novo titular da posição, disputando um total de 26 partidas.
Em sua quarta temporada na equipe principal, Chendo atuou em 25 partidas de La Liga e outras 11 do campeonato da UEFA. Com sua presença, o Real Madrid conquistou a Copa da UEFA (derrotando o Videoton FC da Hungria) e a Copa da Liga Espanhola.
Nos oito anos seguintes, Chendo firmou-se como titular absoluto da posição, atuando em 297 das 320 partidas disputadas pelo clube e conquistando cinco títulos consecutivos de La Liga. Entre 1992 e 1995, porém, ele só disputaria 34 jogos do campeonato, perdendo sua posição sucessivamente para Nando, Luis Enrique, Paco Llorente, Jesús Velasco, Quique Flores, Carlos Secretário e Christian Panucci. A partir de então, Chendo tornou-se mais apoiador moral da equipe do que um jogador de fato, raramente participando de alguma partida.
Após a conquista da sétima Liga dos Campeões da UEFA contra a Juventus de Turim, em 20 de maio de 1998 (partida em que permaneceu no banco de reservas), Chendo aposentou-se do futebol profissional, aos 36 anos de idade. Imediatamente após sua despedida dos campos, ele foi contratado pelo Real Madrid como "chefe de delegação" da equipe principal, cargo que ocupa atualmente.

## Seleção espanhola
Chendo disputou 26 partidas pela Seleção Espanhola, estreando num jogo amistoso contra a Seleção Soviética, em 22 de janeiro de 1986. Representou a Espanha nas Copas do Mundo do México (1986) e da Itália (1990) e na Eurocopa de 1988.

## Estatísticas
| Clube       | Temporada | La Liga | La Liga | Copa da Liga Espanhola | Copa da Liga Espanhola | Copa do Rei | Copa do Rei | UEFA  | UEFA | Outros | Outros | Total | Total |
| Clube       | Temporada | Jogos   | Gols    | Jogos                  | Gols                   | Jogos       | Gols        | Jogos | Gols | Jogos  | Gols   | Jogos | Gols  |
| ----------- | --------- | ------- | ------- | ---------------------- | ---------------------- | ----------- | ----------- | ----- | ---- | ------ | ------ | ----- | ----- |
| Real Madrid | 1981–82   | 1       | 0       | 0                      | 0                      | 0           | 0           | 0     | 0    | 0      | 0      | 1     | 0     |
| Real Madrid | 1982–83   | 2       | 0       | 0                      | 0                      | 0           | 0           | 0     | 0    | 0      | 0      | 2     | 0     |
| Real Madrid | 1983–84   | 21      | 0       | 0                      | 0                      | 5           | 0           | 0     | 0    | 0      | 0      | 26    | 0     |
| Real Madrid | 1984–85   | 25      | 0       | 6                      | 0                      | 1           | 0           | 11    | 0    | 0      | 0      | 43    | 0     |
| Real Madrid | 1985–86   | 30      | 0       | 0                      | 0                      | 5           | 0           | 10    | 0    | 0      | 0      | 45    | 0     |
| Real Madrid | 1986–87   | 40      | 0       | 0                      | 0                      | 6           | 0           | 8     | 0    | 0      | 0      | 52    | 0     |
| Real Madrid | 1987–88   | 31      | 1       | 0                      | 0                      | 7           | 0           | 8     | 0    | 0      | 0      | 46    | 1     |
| Real Madrid | 1988–89   | 26      | 0       | 0                      | 0                      | 7           | 0           | 5     | 0    | 0      | 0      | 38    | 0     |
| Real Madrid | 1989–90   | 37      | 1       | 0                      | 0                      | 5           | 0           | 4     | 0    | 0      | 0      | 46    | 1     |
| Real Madrid | 1990–91   | 36      | 0       | 0                      | 0                      | 0           | 0           | 5     | 0    | 0      | 0      | 40    | 0     |
| Real Madrid | 1991–92   | 37      | 0       | 0                      | 0                      | 7           | 0           | 10    | 0    | 0      | 0      | 54    | 0     |
| Real Madrid | 1992–93   | 12      | 0       | 0                      | 0                      | 4           | 0           | 2     | 0    | 0      | 0      | 16    | 0     |
| Real Madrid | 1993–94   | 12      | 0       | 0                      | 0                      | 0           | 0           | 0     | 0    | 1      | 0      | 13    | 0     |
| Real Madrid | 1994–95   | 10      | 1       | 0                      | 0                      | 0           | 0           | 2     | 0    | 0      | 0      | 12    | 1     |
| Real Madrid | 1995–96   | 23      | 0       | 0                      | 0                      | 2           | 0           | 4     | 0    | 0      | 0      | 27    | 0     |
| Real Madrid | 1996–97   | 16      | 0       | 0                      | 0                      | 2           | 0           | 0     | 0    | 0      | 0      | 18    | 0     |
| Real Madrid | 1997–98   | 4       | 0       | 0                      | 0                      | 1           | 0           | 1     | 0    | 0      | 0      | 6     | 0     |
| Real Madrid | 2010–11   | 0       | 0       | 0                      | 0                      | 0           | 0           | 0     | 0    | 1      | 0      | 1     | 0     |
| Total       | 17        | 363     | 3       | 6                      | 0                      | 52          | 0           | 70    | 0    | 1      | 0      | 497   | 3     |

## Títulos
| Campeonato                |             |                                                                       |
| Campeonato                | Clube       | Temporada                                                             |
| ------------------------- | ----------- | --------------------------------------------------------------------- |
| Liga dos Campeões da UEFA | Real Madrid | 1997-1998                                                             |
| Copa da UEFA              | Real Madrid | 1984-1985 1985-1986                                                   |
| La Liga                   | Real Madrid | 1985-1986 1986-1987 1987-1988 1988-1989 1989-1990 1994-1995 1996-1997 |
| Copa do Rei               | Real Madrid | 1988-1989 1992-1993                                                   |
| Copa da Liga Espanhola    | Real Madrid | 1984-1985                                                             |
| Supercopa da Espanha      | Real Madrid | 1987-1988 1988-1989 1989-1990 1992-1993 1996-1997                     |